# Prosopofrontina luteipes
Prosopofrontina luteipes är en tvåvingeart som först beskrevs av Louis-Paul Mesnil 1953. Prosopofrontina luteipes ingår i släktet Prosopofrontina och familjen parasitflugor.
Artens utbredningsområde är Myanmar. Inga underarter finns listade i Catalogue of Life.